# Liste der Bodendenkmale in Schönermark
Die Liste der Bodendenkmale in Schönermark enthält alle Bodendenkmale der brandenburgischen Gemeinde Schönermark. Grundlage ist die Veröffentlichung der Landesdenkmalliste mit dem Stand vom 31. Dezember 2020. Die Baudenkmale sind in der Liste der Baudenkmale in Schönermark aufgeführt.

## Schönermark
| Gemarkung          | Flur | Kurzansprache                                                                       | Bodendenkmalnummer | Bemerkung | Bild |
| ------------------ | ---- | ----------------------------------------------------------------------------------- | ------------------ | --------- | ---- |
| Schönermark (Lage) | 1    | Siedlung Steinzeit, Siedlung slawisches Mittelalter, Siedlung deutsches Mittelalter | 70204              |           |      |
| Schönermark (Lage) | 4    | Gräberfeld Eisenzeit                                                                | 70205              |           |      |
| Schönermark (Lage) | 4    | Dorfkern Mittelalter, Dorfkern Neuzeit                                              | 70206              |           |      |